# Berthe Schmidt-Allard
Berthe Schmidt-Allard, auch Berthe Hélène Schmidt-Allard, (* 17. Mai 1877, in Genf; † 19. November 1953 in Chêne-Bougeries) war eine Schweizer Emailkünstlerin, Malerin und Kunstpädagogin.

## Leben und Werk

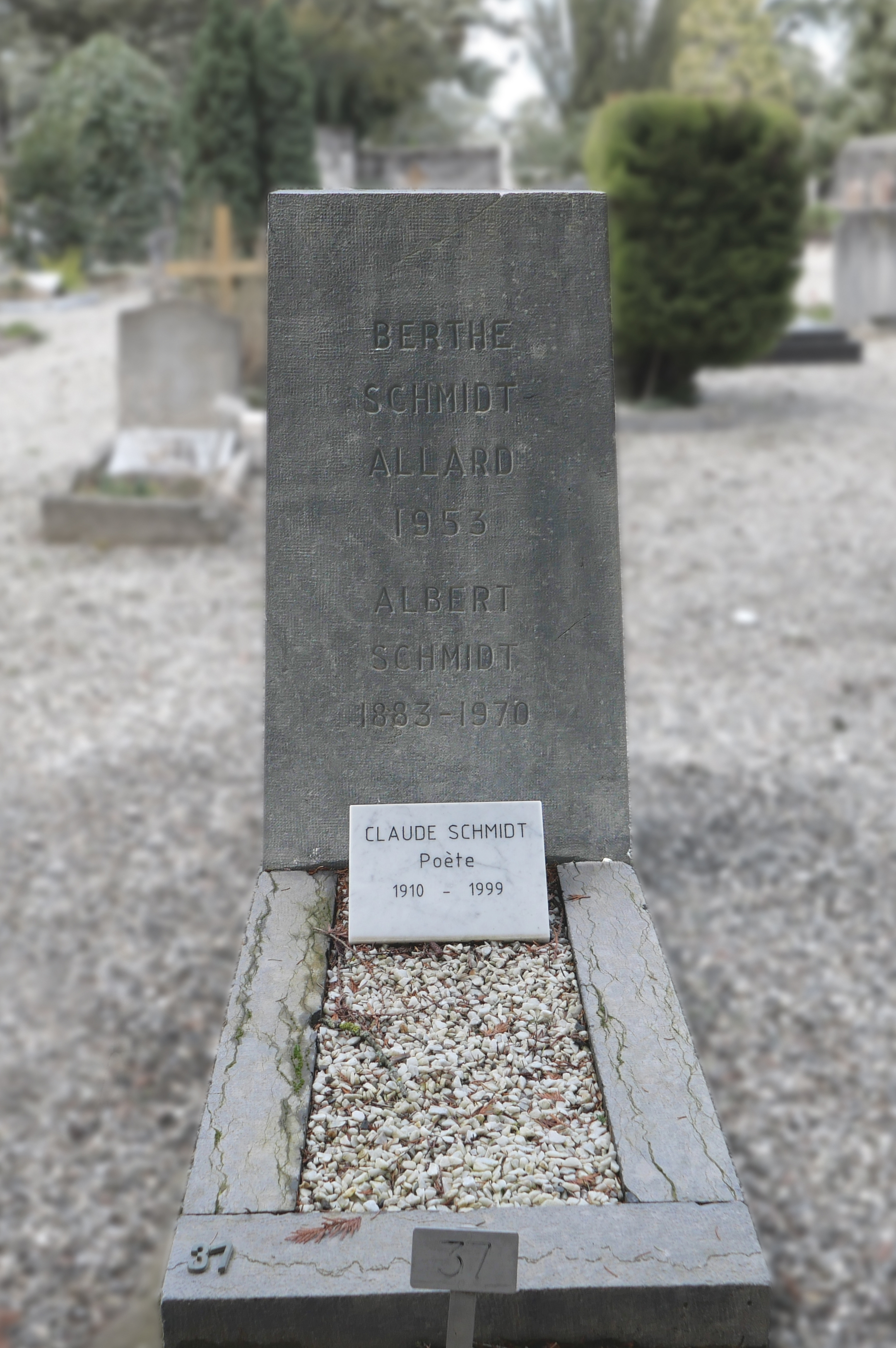
Grab, Friedhof von Chêne-Bougeries

Berthe Schmidt-Allard heiratete 1906 den Maler und Grafiker Albert Schmidt. Dieser führte das Maler- und Gipsgeschäft seines Vaters und unterstützte seine Ehefrau auf ihrem künstlerischen Werdegang. Zu ihren Genfer Künstlerfreunden zählten u. a. Alexandre Blanchet, Alexandre Mairet, John Torcapel, Marthe-Jeanne Giacomini-Piccard (1880–1949) und Hélène-May Mercier (1910–1996).
Berthe Schmidt-Allard studierte an der Genfer École des Beaux-Arts bei Barthélemy Menn, Auguste Baud-Bovy, Pierre Pignolat, Léon Gaud und Barthélemy Bodmer (1848–1904). Anschliessend besuchte sie die École des arts industriels in Genf. Deren Schulleiter und Lehrer war Henry Le Grand Roy (1851–1914). Von seinem Schüler und späteren Nachfolger Charles Dunant (1872–1948) übernahm sie 1930 die Schulleitung. In der Folge unterrichtete sie bis 1942 Emailmalerei und Emailkunst.
Berthe Schmidt-Allard arbeitete mit einem der wichtigsten Schweizer Keramiker, Marcel Noverraz (1899–1972), zusammen. Dieser richtete 1922 in der ehemaligen Ziegelei in Carouge eine Werkstatt ein und gründete die «Poterie de La Chapelle».
Berthe Schmidt-Allard war von 1926 bis 1932 Mitglied der Eidgenössischen Kommission für angewandten Kunst. 1948 veröffentlichte sie zu der Geschichte der Emailkunst in der Zeitschrift suisse d’horlogerie den Artikel Bijou émaillé.
Berthe Schmidt-Allard und Albert Schmidt fanden ihre letzte Ruhestätte auf dem Friedhof von Chêne-Bougeries.